# Schron Partyzantów
Schron Partyzantów (Schron Partyzantów I) – jaskinia, a właściwie schronisko, w Dolinie Małej Łąki w Tatrach Zachodnich. Wejście do niej położone jest w zboczu Kamiennego, poniżej Zagonnej Turni, w pobliżu Schronu Partyzantów II, Siwarowej Dziury i Tunelu pod Siwarową Dziurą, na wysokości 1443 m n.p.m. Długość jaskini wynosi 7,5 metrów, a jej deniwelacja 4 metry.

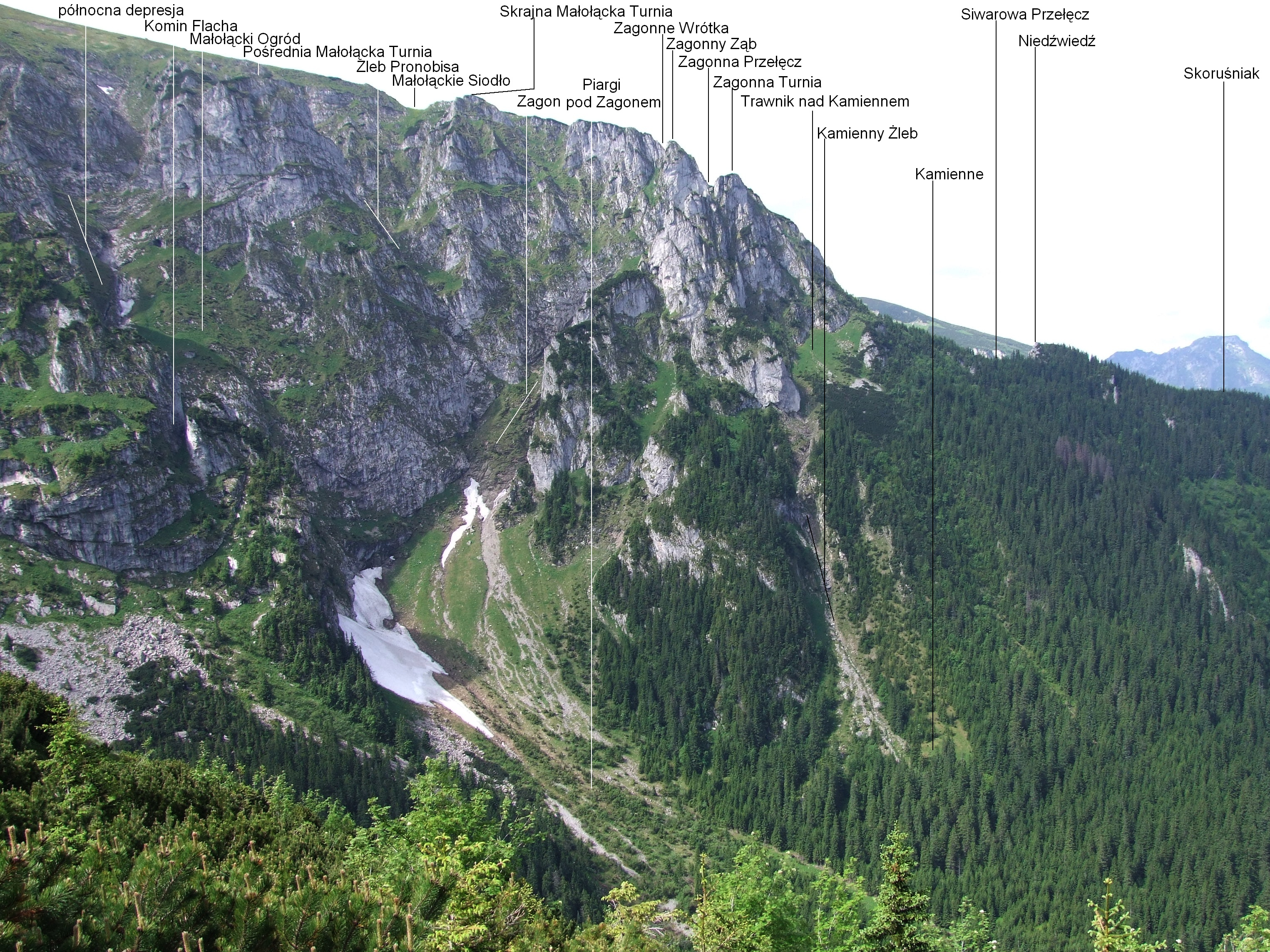
Widok na Kamienne i Zagonną Turnię ze zboczy Małego Giewontu

## Opis jaskini
Jaskinię tworzy stromo idący w dół korytarz zaczynający się w szerokim, owalnym otworze wejściowym, a kończący zawaliskiem. 

## Przyroda
W jaskini brak jest nacieków. Ściany są suche, rosną na nich porosty i mchy. 

## Historia odkryć
Jaskinia znana była od dawna. Chronili się w niej dezerterzy w okresie I wojny światowej. Pierwszą wzmiankę o niej opublikował Kazimierz Kowalski w 1953 roku. Plan i opis jaskini sporządziła  I. Luty przy pomocy M. Kardasia i E. Sobiepanek-Krzyżanowskiej w 1977 roku.